# 伊隆斯
伊隆斯（法語：Ilonse，法語發音：[ilɔ̃s]）是法国滨海阿尔卑斯省的一个市镇，属于尼斯区。

## 地理
伊隆斯（44°1'56"N, 7°5'58"E）面积40.59 平方千米，位于法国普罗旺斯-阿尔卑斯-蓝色海岸大区滨海阿尔卑斯省，该省份为法国东南部沿海省份，南濒地中海，西南至瓦尔省，西北接上普罗旺斯阿尔卑斯省，北部和东部与意大利接壤。
与伊隆斯接壤的市镇（或旧市镇、城区）包括：拜罗勒、略什、玛丽、皮耶尔拉斯、兰普拉斯、鲁比永、鲁尔、蒂内河畔圣索沃尔、蒂耶里、瓦尔德布洛尔、瓦尔河畔维拉尔。

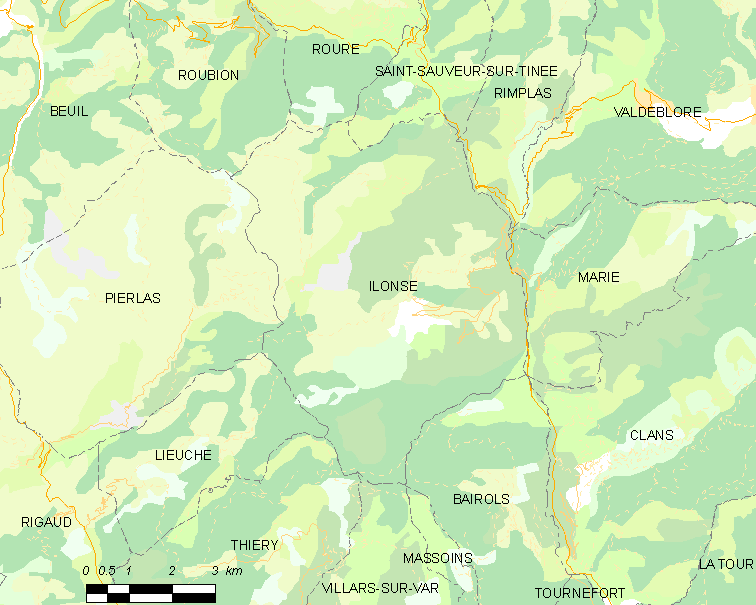
伊隆斯的OSM定位图

伊隆斯的时区为UTC+01:00、UTC+02:00（夏令时）。

## 行政
伊隆斯的邮政编码为06420，INSEE市镇编码为06072。

## 政治
伊隆斯所属的省级选区为图雷特勒旺斯县。

## 人口

1962-2008年间伊隆斯人口变化图示

伊隆斯于2022年1月1日时的人口数量为137人。